# Musique Originale du Film Jimi Plays Berkeley
Musique Originale du Film Jimi Plays Berkeley – wydany po śmierci Jimiego Hendriksa album przedstawiany jako ścieżka dźwiękowa do filmu Jimi Plays Berkeley. Jedynie dwa utwory pochodzą z filmu, reszta z innych koncertów i nagrań studyjnych. Płyta została wydana we Francji przez Barclay Records.

## Lista utworów
Autorem wszystkich utworów, chyba że zaznaczono inaczej jest Jimi Hendrix.
| Nr | Tytuł utworu                         | Długość |
| -- | ------------------------------------ | ------- |
| 1. | „Johnny B. Goode” (Berry)            | 4:45    |
| 2. | „Purple Haze”                        | 2:37    |
| 3. | „Star Spangled Banner” (Traditional) | 3:50    |
| 4. | „Little Wing”                        | 3:20    |
| 5. | „Voodoo Child (Slight Return)”       | 7:50    |
| 6. | „Machine Gun”                        | 12:38   |
| 7. | „I Don’t Live Today”                 | 3:53    |
| 8. | „Lover Man”                          | 2:54    |
|    |                                      | 41:47   |

## Artyści nagrywający płytę
- Jimi Hendrix – gitara, śpiew
- Mitch Mitchell – perkusja
- Noel Redding – gitara basowa
- Billy Cox – gitara basowa – 1, 6, 8
- Buddy Miles – perkusja – 6

## Daty nagrań poszczególnych utworów
- Utwory 1 i 8 zarejestrowano w Berkeley Community Theatre w Berkeley, 30 maja 1970 roku.
- Utwór 2 nagrano w De Lane Lea Studios w Londynie, 11 stycznia 1967 i Olympic Studios w Londynie 3 i 7 lutego 1967 roku.
- Utwór 3 zarejestrowano na Festiwalu w Woodstock 18 sierpnia 1969 roku.
- Utwory 4 i 5 zarejestrowano w Royal Albert Hall w Londynie, 24 lutego 1969 roku.
- Utwór 6 zarejestrowano w Fillmore East w Nowym Jorku 1 stycznia 1970 roku.
- Utwór 7 nagrano w De Lane Lea Studios w lutym 1967 roku.

## Źródła
- Musique Originale du Film Jimi Plays Berkeley. Discogs. [dostęp 2021-02-13]. [zarchiwizowane z tego adresu (2021-02-13)]. (ang.).